# Алей-Загав
Алей-Загав (івр. עֲלֵי זָהָב, букв. «Золоті листки») — ізраїльське поселення, організоване як общинне село, розташоване на західній околиці північного Західного берега річки Йордан, близько 40 км на схід від Тель-Авіва з видом на головний міжнародний аеропорт Ізраїлю — Бен-Гуріон. Місто перебуває під адміністративним муніципальним управлінням регіональної ради Шомрон, примикає до Педуеля і Бейт-Ар'є-Офаріма. У 2019 році його населення становило 3 399 осіб.
Як й інші ізраїльські поселення на Західному Березі, вважаються незаконними згідно з міжнародним правом.

## Історія
Засноване в 1983 році на державних землях Ізраїлю ізраїльтянами-євреями з рухів «Бейтар» і «Херут», станом на 2006 рік у поселенні жило близько 120 сімей. Місто названо на честь Алізи Беґін, дружини колишнього прем'єр-міністра Ізраїлю Менахема Беґіна. Початкова назва міста була Йоезер.
Поселення розширюється до меж Лешема.
Алей-Загав заснований на землі, яку Ізраїль конфіскував у палестинських міст Дейр-Баллут і Кафр ад-Дік.

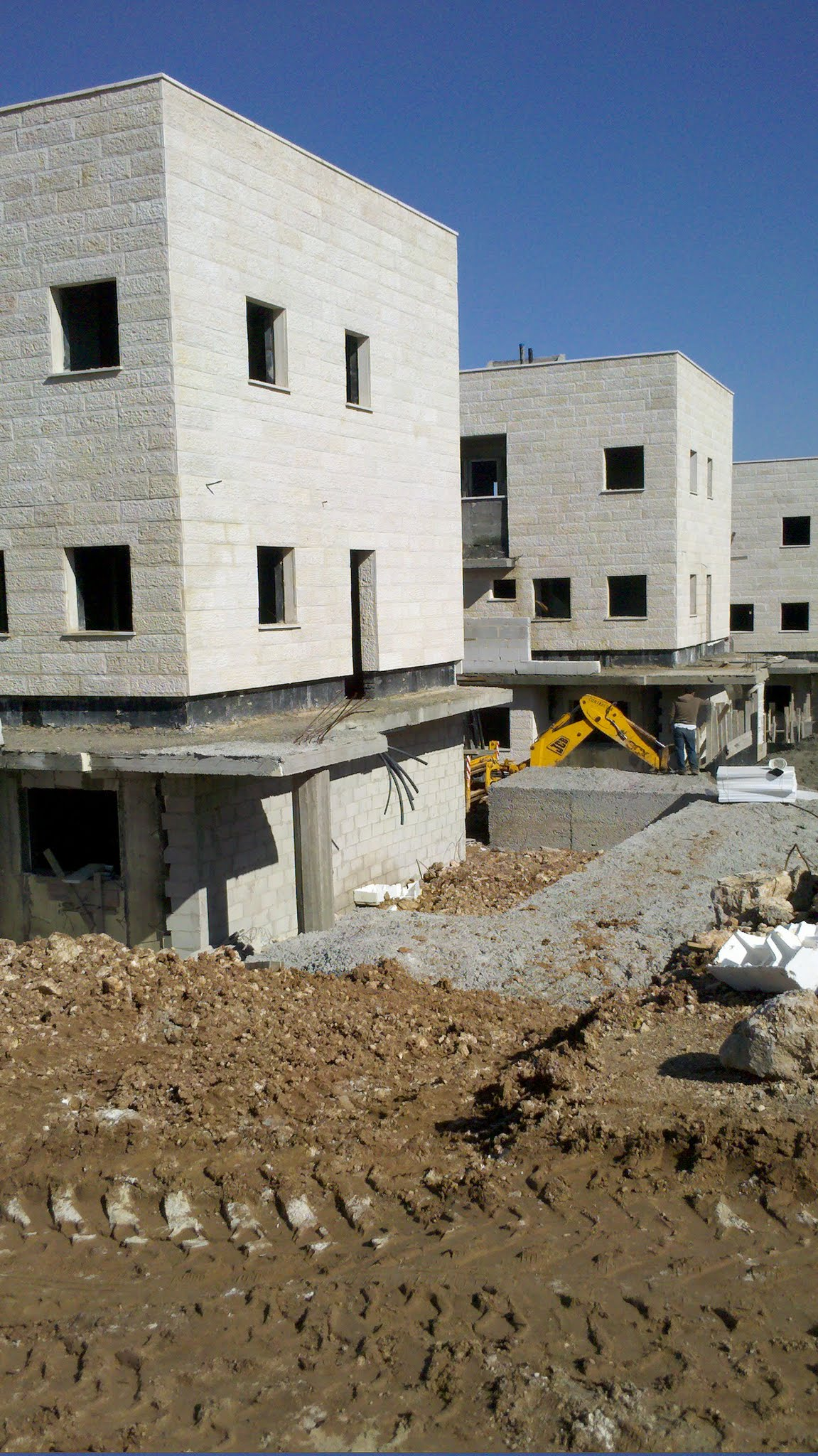
Період розвитку (2012)
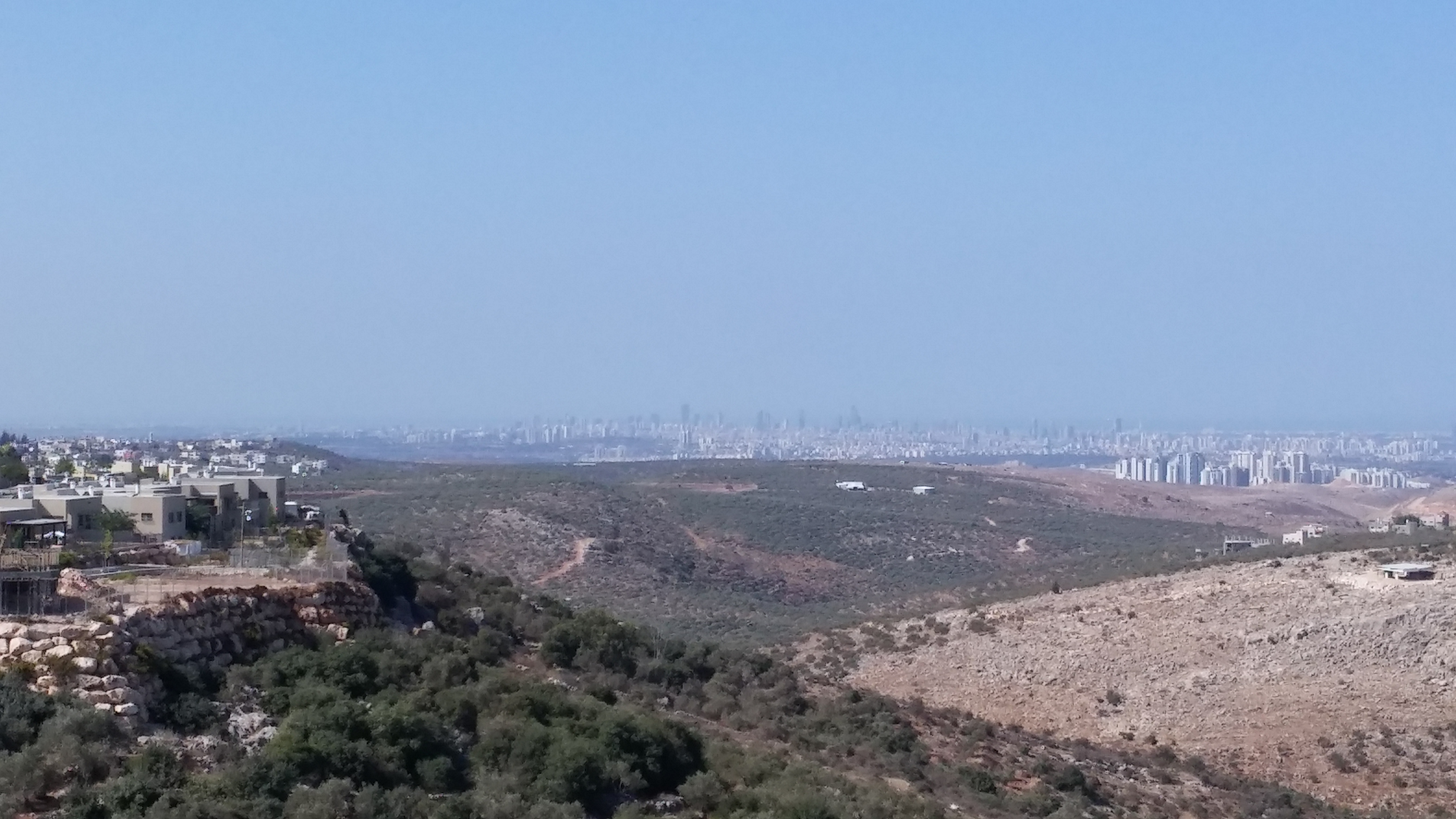
Вид на Рош-га-Аїн та Тель-Авів з поселення

## Виноски
1. ↑  https://www.cbs.gov.il/he/publications/doclib/2019/ishuvim/bycode2021.xlsx — Центральне статистичне бюро Ізраїлю.
2. ↑  The Geneva Convention. BBC News. 10 грудня 2009. Архів оригіналу за 12 травня 2019. Процитовано 27 листопада 2010.
3. ↑  ⁨, בני בתירה /משכי"™‬ ‭"," ויפלס' - שמות חדשים " ליישובים ולאתרים ⁩ — ⁨⁨דבר⁩⁩ 7 פברואר 1982 — הספרייה הלאומית של ישראל │ עיתונים. www.nli.org.il (івр.). Архів оригіналу за 27 лютого 2022. Процитовано 27 лютого 2022.
4. ↑  Deir Ballut Town Profile [Архівовано 21 грудня 2016 у Wayback Machine.], ARIJ, p. 16
5. ↑  Kafr ad Dik Town Profile [Архівовано 4 березня 2016 у Wayback Machine.], ARIJ, p. 17